# Narval (S-64)
El Narval (S-64) fue un submarino diesel-eléctrico de la clase Daphne (conocida en España como clase Delfín) que fue utilizado por la Armada española entre los años 1975 y 2003. Fue enviado al desguace posteriormente.

## Construcción y características
Fue construido en los astilleros de Cartagena (Murcia). Su botadura fue el 14 de diciembre de 1974.
Fue un submarino de diseño francés clase Daphne (conocidos como clase Delfín o serie S-60 en España) desplaza 860 t en superficie, mientras que sumergido desplazaba 1040 t. Tenía una eslora de 57,75 m, una manga de 6,74 m y un calado de 5,2 m. Era propulsado por un sistema diésel-eléctrico, compuesto por dos motores diésel y dos motores eléctricos que transmitían a dos hélices, con las cuales alcanzaba los 13 nudos de velocidad en superficie, y 15'5 nudos sumergido. El submarino fue diseñado para sumergirse a una profundidad de 300 m (980 pies) y su autonomía es de 30 días. 
Respecto a su armamento tenía 12 tubos lanzatorpedos de calibre 550 mm; ocho tubos en la proa, dos en la popa y uno en cada aleta. Mientras que los tubos delanteros contenían torpedos de longitud completa (ya sea contra un barco o contra un submarino), los tubos de popa solo contenían torpedos más cortos (solo contra submarinos, en autodefensa). Tenían la posibilidad de sustituir los torpedos por minas pero su gran talón de Aquiles era la imposibilidad de portar torpedos de reserva debido al escaso espacio disponible.
Estaba diseñado para misiones de tipo:
- patrullas contra fuerzas de superficie o submarinas
- ataque al tráfico marítimo
- reconocimiento
- minado
- operaciones especiales

## Historia
El programa de defensa de los submarinos clase S-60 fue aprobado por la Junta de Defensa nacional el 17 de noviembre de 1964 con Pedro Nieto Antúnez de ministro de Marina y que comprendía los dos primeros submarinos, luego ampliado a dos más y financiados por ley 85/65 de 17 de noviembre. Con un coste inicial de 700 millones de pesetas los dos primeros, el tercero de la serie subió a 1040 millones de pesetas (1964).
Los nombres y los numerales de las unidades de la serie les fueron asignados por orden ministerial 218/73 de 29 de marzo. Recibieron nombres de animales marinos: Delfín, Tonina, Marsopa y Narval, lo cual tenía un cierto precedente en los fugaces Clase Foca y Clase Tiburón, si bien, salvo excepciones (los citados anteriormente y los Peral, Monturiol, Cosme García, García de los Reyes, Mola y Sanjurjo), los submarinos de la Armada solían identificarse hasta entonces únicamente por sus numerales. 
El Narval (S-64) fue dado de alta en el listado oficial de la Armada el 4 de diciembre de 1975. Como curiosidad el primer izado de la bandera en su asta de popa se tenía que haber realizado el 20 de noviembre de 1975, pero al ser el día que murió Franco se pospusieron todos los actos 48 horas, de modo que el Alta Oficial, y por tanto el primer izado de bandera en su asta de popa habría de producirse el día 22 de noviembre de 1975, justo a la misma hora en que las Cortes proclamaban a Juan Carlos I como Rey de España. La bandera según se izó por primera vez a tope, fue inmediatamente arriada "a media asta".
Durante unas maniobras el 10 de junio de 1976 sufre un accidente estando sumergido cuando se le salta una válvula que obliga a un ascenso de emergencia para evitar la pérdida del buque y tripulación.
Estos submarinos fueron sometidos entre 1984 y 1988, durante su primera gran carena, a una modernización que comprendía fundamentalmente el sistema de armas, para poder lanzar torpedos filoguiados y el sistema de dsm (detección submarina). La modernización les dio un aspecto algo diferente a la proa de los submarinos, cambiándoles el domo de proa (apodada jocosamente nariz), donde se ubica el sonar.
Fueron dados de baja entre 2003 y 2006; en el caso particular del Narval (S-64) fue dado oficialmente de baja el 23 de abril de 2003.

### Buques de la clase
- Delfín (S-61)
- Tonina (S-62)
- Narval (S-63)

### Buques similares
- Tipo 205
- Clase Oberon
- Clase Romeo
- Tipo 035

### Secuencias de designación
...→Clase Balao→ Clase Delfín → Clase Galerna → Clase Isaac Peral

### Listas relacionadas
- Submarinos de la Armada Española